# Hippopotamus madagascariensis
Hippopotamus madagascariensis is een uitgestorven zoogdier uit de familie van de nijlpaarden (Hippopotamidae). De wetenschappelijke naam van de soort werd voor het eerst geldig gepubliceerd door Guldberg in 1883. De soort kwam voor in Madagaskar.

## Uiterlijke kenmerken
Net als bij het dwergnijlpaard bevonden de ogen van Hippopotamus madagascariensis zich aan de zijkant van de kop. 

## Voorkomen
Hippopotamus madagascariensis  was algemeen in de beboste hooglanden. Samen met de reuzenschildpadden was het de voornaamste grazer in deze delen van Madagaskar. Twee andere soorten nijlpaarden, Hippopotamus lemerlei en Hippopotamus laloumena, kwamen elders op het eiland voor. Hippopotamus madagascariensis was minder aquatisch dan de andere nijlpaarden van Madagaskar. Het was een betere renner dan de Afrikaanse nijlpaarden.